# جيمي هارينويل
جيمي هارينويل (بالإنجليزية: Jamie Harnwell)‏ (21 يوليو 1977 ببرث في أستراليا - ) هو لاعب كرة قدم أسترالي في مركز قلب الدفاع. لعب مع نادي برث غلوري ونادي فادوتس ونادي ليتون أورينت وOlympic Kingsway SC ‏ وSorrento FC ‏.

## وصلات خارجية
- جيمي هارينويل على موقع قاعدة بيانات كرة القدم.إي يو (الإنجليزية)
- جيمي هارينويل على موقع Soccerbase.com (لاعب) (الإنجليزية)
- جيمي هارينويل على موقع عالم كرة القدم.نت (الإنجليزية)